# Geraard van Gent

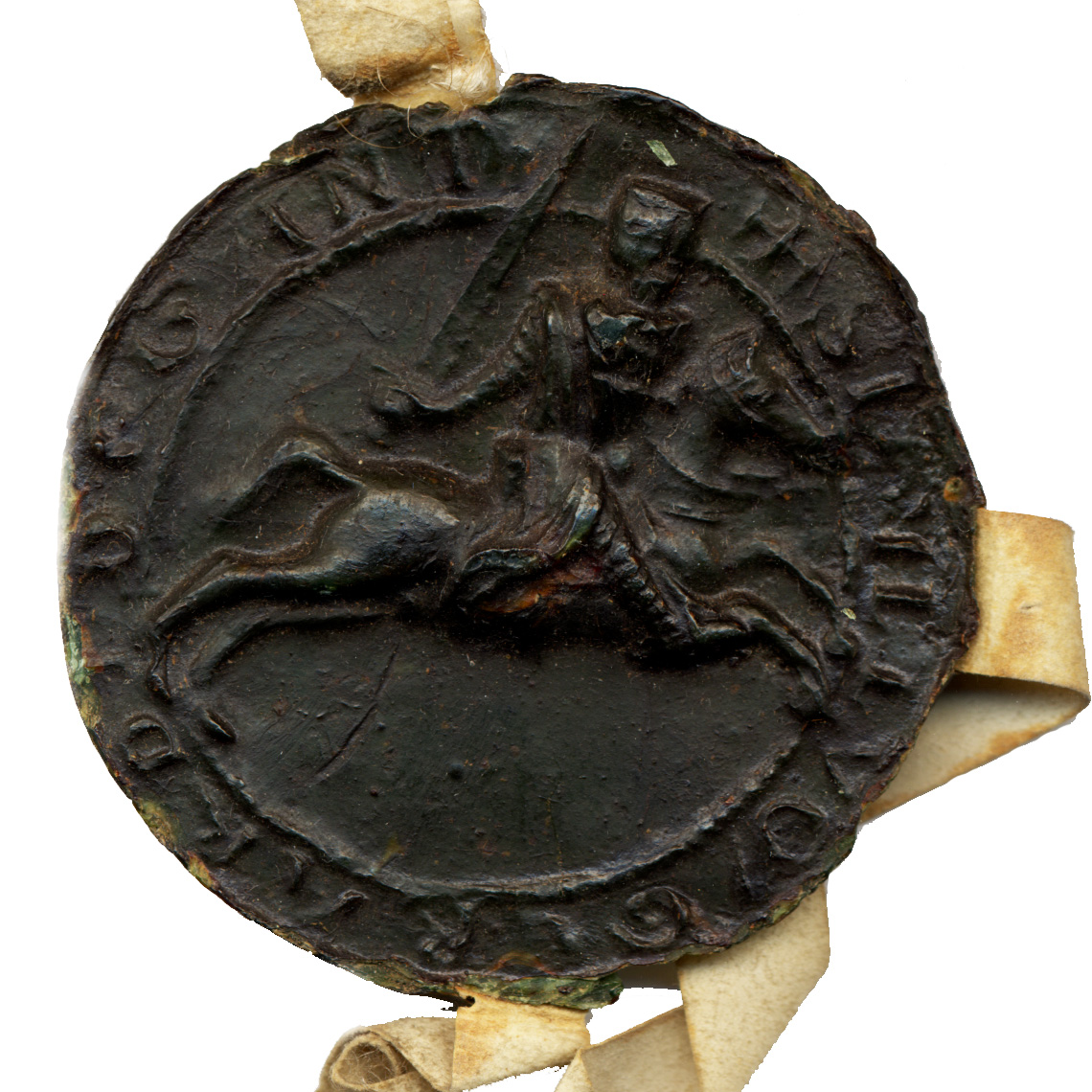
Zegel van Geraard van Gent (Gerard de Gant), bijgenaamd de Duivel, aan een charter van de Bijlokeabdij, september 1254. Collectie Archief Gent, Archief van de Bijloke, charter F20

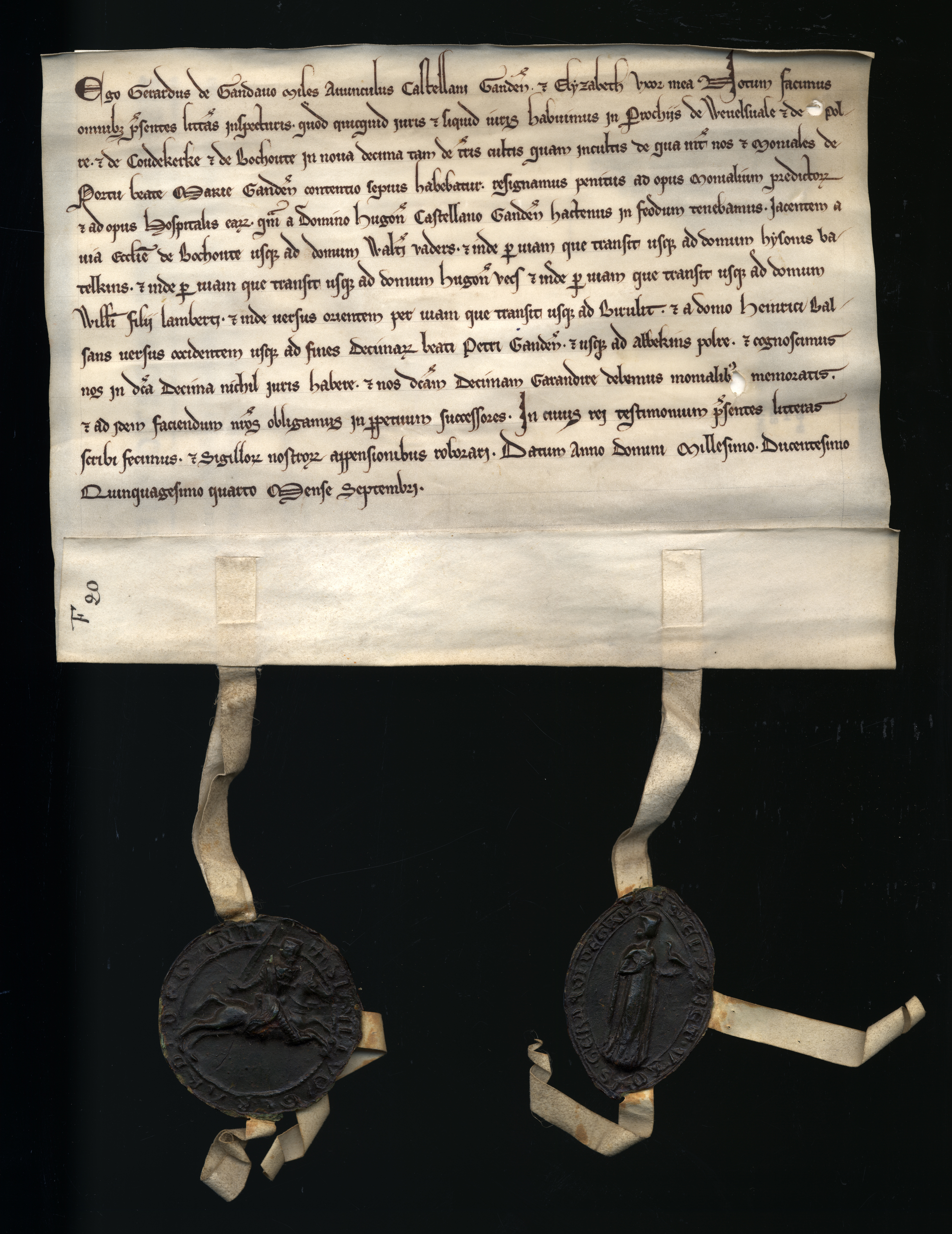
Charter met de schenking van landbouwgronden door Geraard van Gent en zijn vrouw Elizabeth van Sloten aan de monialen van de Bijlokeabdij in Gent, september 1254, met aangehecht de zegels van beide schenkers. Collectie Archief Gent, Archief van de Bijloke, charter F20

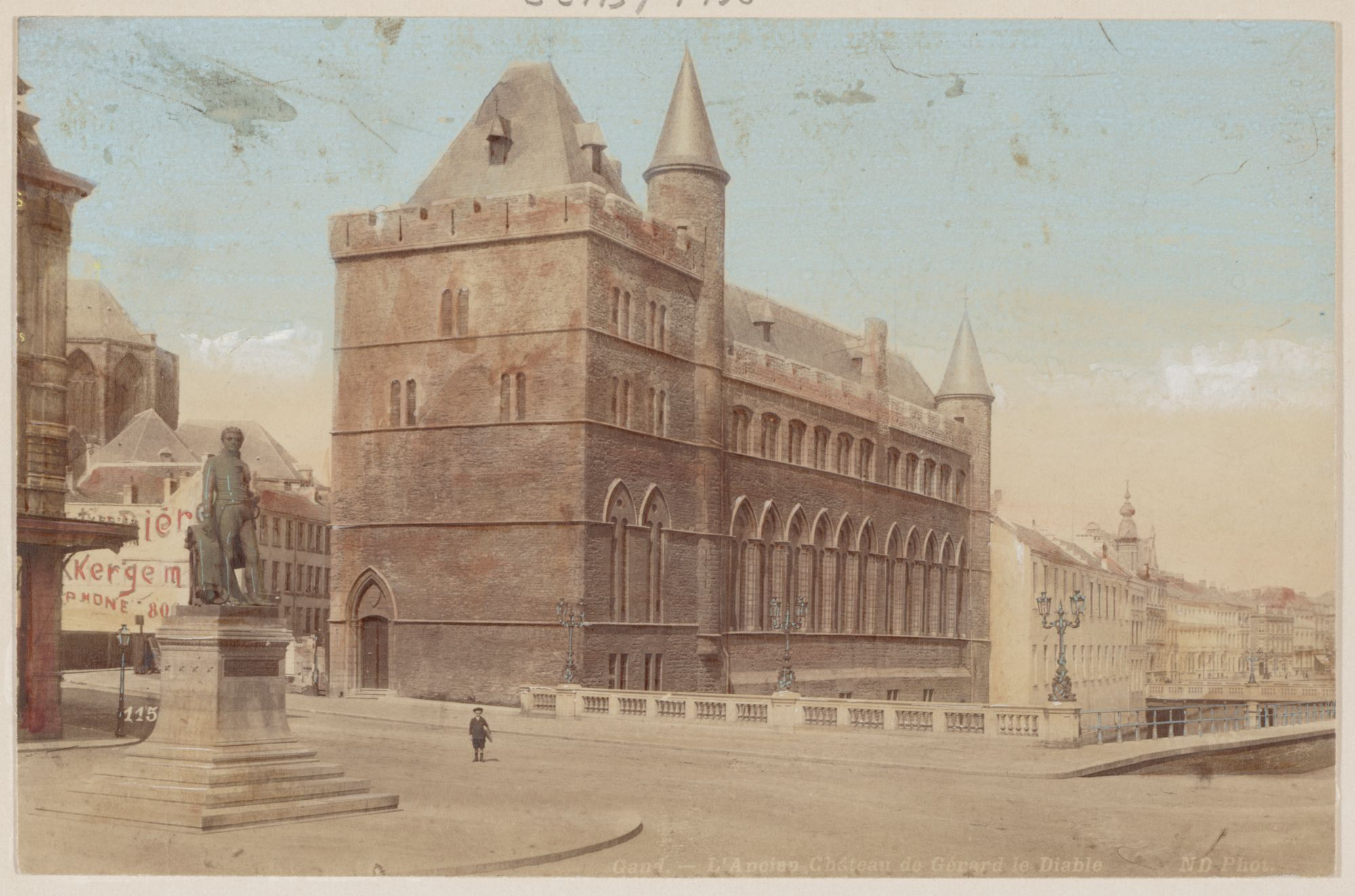
Het Geraard de Duivelsteen in Gent, na de restauratie en gedeeltelijke reconstructie omstreeks 1900. Collectie Archief Gent, Archief SCMS, Foto's (inv.nr. MA_SCMS_FO_01458)

Geraard van Gent, bijgenaamd de Duivel (geboren tussen 1200 en 1210, gestorven tussen 1266 en 1278) was een ridder in Gent. Hij was een telg uit de hoogadellijke familie genaamd van Gent. Die is niet te verwarren met de Gentse adellijke familie Vilain, met wie Geraard vaak, foutief, geassocieerd wordt (al in de 16de eeuw). 

## Geboorte en jeugd
Geraard werd geboren als derde zoon van ridder Zeger III van Gent, burggraaf van Gent en heer van Bornem en Sint Jansteen bij Hulst, en Beatrix, dame van Heusden bij Gent (in sommige bronnen, foutief, Houdain geschreven). Hij had zeven broers, van wie twee oudere en vijf jongere. Zijn oudste broer Hugo volgde in 1227 hun vader op als burggraaf van Gent onder de naam Hugo II. Zijn grafmonument staat in de refter van de Bijlokeabdij (nu STAM, Stadsmuseum Gent). 
Geraard groeide op in de burggrafelijke residentie Hof ten Walle (gelegen op de plaats van het latere Prinsenhof) in Gent en vooral in het kasteel van Heusden, dat burggraaf Zeger III na zijn huwelijk tot zijn belangrijkste verblijfsplaats uitbouwde. Samen met zijn vader en zijn broers speelde Geraard een belangrijke politieke rol in het graafschap Vlaanderen tijdens de 13de eeuw. Zeger III was als burggraaf de lokale vertegenwoordiger van de graaf van Vlaanderen in Gent en in de kasselrij van de Oudburg, maar tegenover de jonge gravin Johanna van Constantinopel stelde hij zich onafhankelijk op. Na het huwelijk van de gravin met Ferrand van Portugal kwam de Gentse burggraaf in openlijk conflict met de nieuwe graaf-gemaal. Zeger koos de kant van de Franse koning Filips II August, de leenheer van de graaf van Vlaanderen, die Ferrand gevangen nam tijdens de slag bij Bouvines in 1214. In 1229, twee jaar na de dood van Zeger en de vrijlating van Ferrand in 1227, verzoenden Geraard en zijn broers zich echter met Ferrand en beloofden hem voortaan trouw. Geraard wordt dan voor het eerst als ridder genoemd.

## Huwelijken
Inmiddels was Geraard vier jaar eerder, omstreeks 1225, gehuwd met de adellijke Margriet (Margareta) van Saint-Pol. Na de dood van Margriet hertrouwde hij, in of kort voor 1254, met Elisabeth (of Isabel) van Sloten, de dochter van de rijke (maar niet adellijke) Gentse poorter en wolhandelaar Leo van Sloten. Zij stond bekend om haar werken van liefdadigheid, wat haar de koosnaam bonne femme opleverde. Ook Geraard zelf was een weldoener van verschillende kerkelijke instellingen, zoals de Sint-Pietersabdij, de Bijlokeabdij, de Sint-Janskerk (de latere Sint-Baafskathedraal) en de leprozerij in Gent.

## Mythevorming
Zijn beide huwelijken bleven kinderloos. Het vaak vertelde verhaal dat hij (bij Margriet) een zoon zou hebben gehad, Geraard Junior genaamd, berust op fantasie en wordt door geen enkele historische bron ondersteund. Ook zijn vermeende donkere huidskleur, die zijn bijnaam 'de Duivel' zou verklaren, is niets meer dan een legende. De bijnaam zelf is daarentegen wél historisch correct. Al vanaf 1229 stond hij in documenten uit die tijd bekend als Gerardus de Gandavo dictus Diabolus (in het Latijn), Gerart le Diavle (in het Frans) of Gherart de Dievele (in het Nederlands). Hij noemde zichzelf trouwens ook zo. Waarschijnlijk weerspiegelde die bijnaam zijn energiek en ondernemend karakter (vergelijk met de uitdrukking duivel-doet-al). 

## Residentie
De naam van Geraard de Duivel is in Gent vooral verbonden met het naar hem genoemde Steen. Dit kasteel is gelegen aan de oever van de Schelde, die hier Reep heet, naast de Sint-Baafskathedraal, toen nog de Sint-Janskerk, de oudste stadskerk. Het Geraard de Duivelsteen werd gebouwd op een strategische plek, aan de rand van de eerste handelsstad en met uitzicht op de brede Scheldebocht. Geraard bewoonde dit kasteel vermoedelijk vanaf de jaren 1230 tot zijn dood. Het grote zaalgebouw langs de Schelde dateert uit zijn tijd (13de eeuw) en kan door hem gebouwd zijn. Voor de donjon, de stoere adellijke toren van meerder verdiepingen, opgetrokken in grijze kalkzandsteen uit de regio van Doornik, wordt een oudere datering (11de eeuw) aangenomen. Vermoedelijk was Geraard dus niet de oorspronkelijke bouwheer, maar breidde hij het kasteel wel uit. Er is niets bekend over de geschiedenis van het gebouw en zijn bewoners voor de 13de eeuw. De zeer ingrijpende restauratie van omstreeks 1900 maakt het bovendien moeilijk om de oudste bouwgeschiedenis te reconstrueren. De strategische positie bij de kerk en de aanlegplaats voor schepen maakt het aannemelijk dat een machtig persoon (de burggraaf of de graaf zelf?) het kasteel bouwde om de Gentse handelsstad zo beter te controleren.

## Overlijden en grafmonument

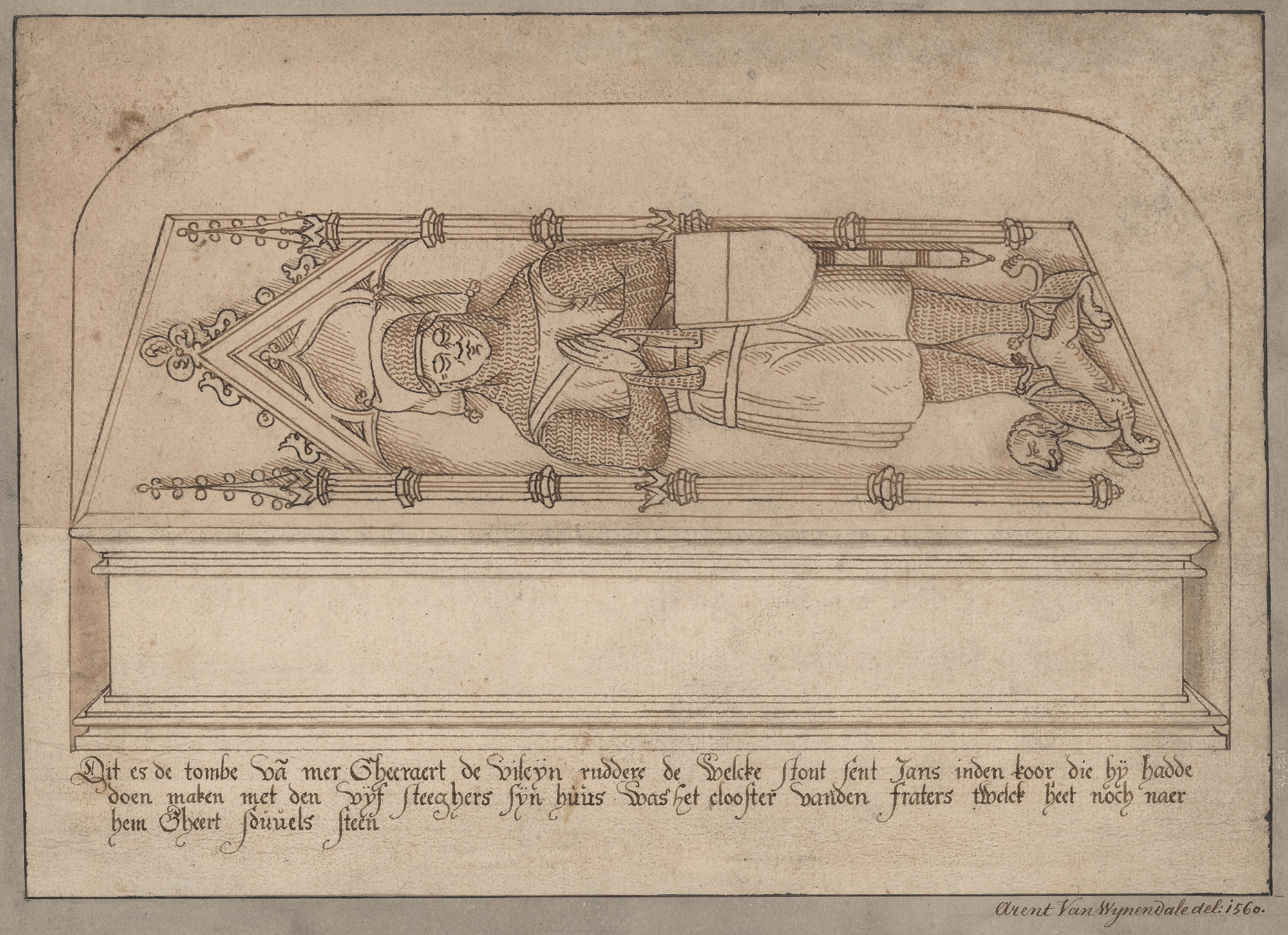
Grafmonument van Geraard de Duivel, tekening Arent van Wijnendale, collectie Archief Gent (inv.nr. IC_AG_AVW_34). In de legende noemt de tekenaar Geraard bij zijn foutieve familienaam Vileyn of Vilain

Geraard stierf tussen 1266 en 1278, het jaar waarin zijn weduwe Elisabeth hertrouwde met ridder Willem van Mortagne, heer van Rumes en broer van de burggraaf van Doornik. Zij stierf voor 1289 en werd wellicht in het Doornikse begraven. Geraard zelf en zijn eerste vrouw Margriet kozen hun laatste rustplaats uit in de Sint-Janskerk, de latere Sint-Baafskathedraal in Gent. Beide echtelieden hadden elk hun eigen grafmonument met ligbeeld. Beide grafmonumenten werden echter al in de 16de eeuw, waarschijnlijk tijdens de Beeldenstormen, vernietigd. Gelukkig zijn van beide grafmonumenten tekeningen gemaakt door de Gentse stadsschilder Arent van Wijnendale, gestorven in 1592. De originele 16de-eeuwse tekening van het ligbeeld van Geraard de Duivel, die tot de collectie van Archief Gent behoort, en de latere kopies ervan door oudheidkundigen en kunstenaars als August van Lokeren en Armand Heins geven een uniek beeld van de historische figuur achter Geraard de Duivel. Wel zijn er verschillende ridderzegels van hem bewaard, maar die tonen slechts een gestileerde ruiterfiguur.